# Metaaldetectie
Metaaldetectie is een onderzoeksmethode voor de opsporing van metalen voorwerpen in de bodem met behulp van een metaaldetector. De methode wordt als hobby beoefend, maar ook door professionals toegepast.

## Detectoren
Het dieptebereik van een gemiddelde hobbydetector is ca. 30 cm voor een object van muntgrootte tot 1,5 meter voor zeer grote objecten en is ook sterk afhankelijk van omgevingsfactoren als grondsoort en vochtigheid en van de eigenschappen (geleiding) van het voorwerp.

## Wetgeving
Er is veel onduidelijk over de wetgeving omtrent het zoeken met een metaaldetector. 
Portable Antiquities Netherlands heeft, in samenwerking met detectorverenigingen regels opgesteld rondom metaaldetectie.
Wetten die relevant zijn of kunnen zijn met betrekking tot metaaldetectie zijn:
- De monumentenwet, die de bescherming van cultuurhistorische monumenten regelt en beperkingen stelt op het vlak van opgraving; Publicatie van de nieuwe Erfgoedwet in de Staatscourant van 8 april 2016[2]
- De wet en regelgeving met betrekking tot het vinden van onbeheerde goederen (oftewel 'vindersloon')
- In sommige gevallen de wet wapens en munitie
- In zeldzame gevallen de wet op de lijkbezorging en de conventie van Genève. Het komt in Nederland zeer zelden voor, maar af en toe worden lichamen van vermiste personen, of slachtoffers uit de Tweede Wereldoorlog gevonden.

Naast landelijke wetgeving stellen sommige gemeenten Algemene Plaatselijke Verordening (APV) op die metaaldetectie in de gemeente verbiedt.
Tenzij een rechter anders oordeelt, is het bezit van een metaaldetector in Nederland nooit strafbaar en het zoeken naar 'niet-monumenten' (objecten die minder dan 50 jaar oud zijn) is in principe ook nooit strafbaar. Het graven in de Nederlandse bodem is in bepaalde gevallen wel aan regels gebonden.

## Vondsten

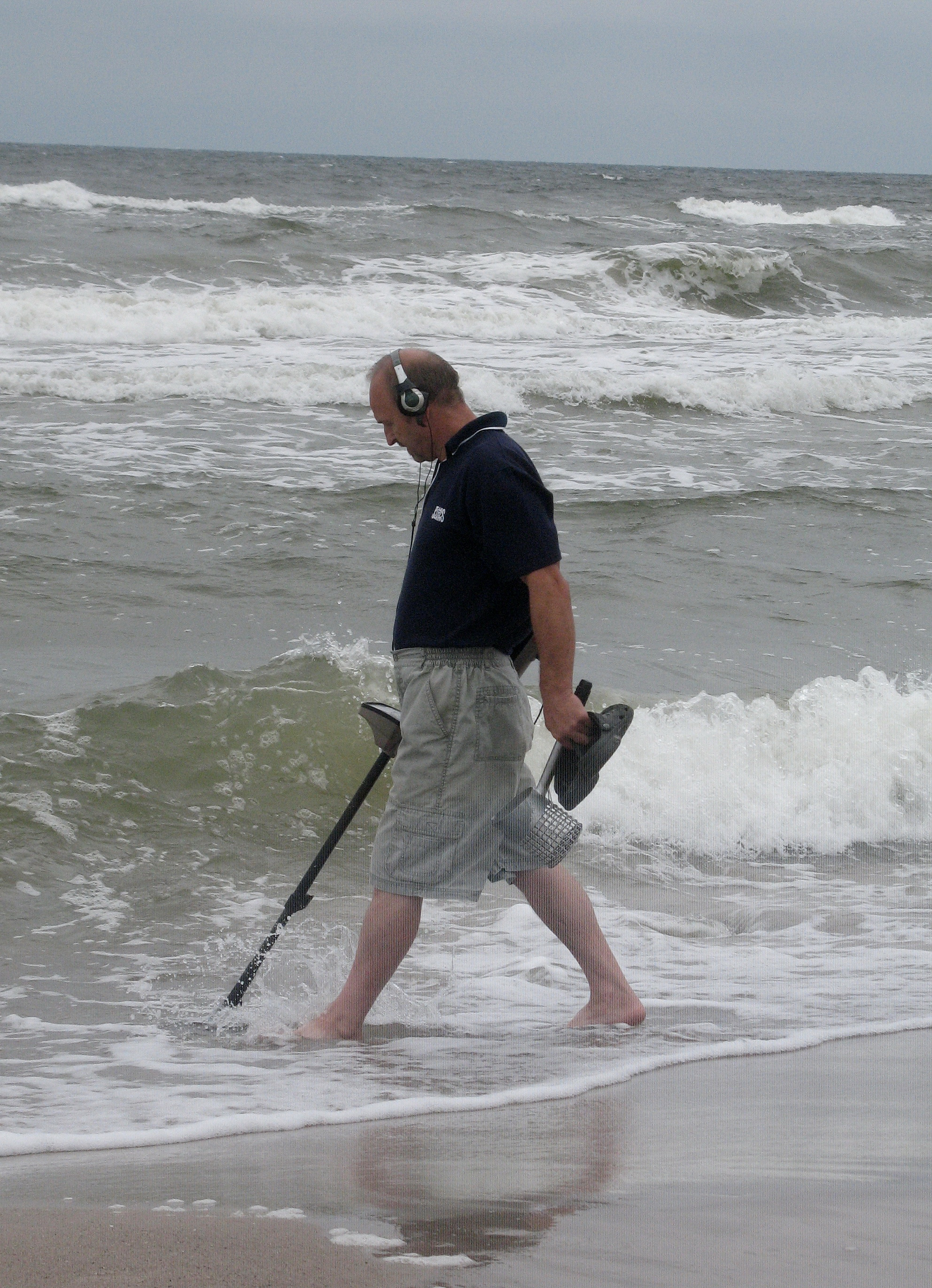
Strandzoeker actief op het natte gedeelte van het strand

De vondsten van metaaldetector hobbyisten lopen sterk uiteen. 
Vondsten kunnen door vinders worden vastgelegd in de database van Portable Antiquities Netherlands.
Er zijn ook verschillende richtingen in de hobby.
Strandzoekers
Voor mensen die deze hobby niet echt goed kennen is dit de bekendste vorm. Strandzoekers zoeken vooral naar verloren spullen van badgasten. Hieronder vallen sieraden en kleingeld.
Militariazoekers
Militariazoekers zijn mensen die oude slagvelden afzoeken op zoek naar militaire voorwerpen.
Schatzoekers
De term schatzoeker wordt vaak door buitenstaanders gebruikt, maar feitelijk is de kans op het vinden van een heuse schat zeer klein. Er zijn dan ook vrijwel geen mensen op zoek naar een schat.
De term schatzoeker wordt wel gebruikt voor zoekers die hun vondsten te koop aanbieden en zoeken voor geldelijk gewin, en/of zoeken op vaak verboden plaatsen zoals op archeologische opgravingen en/of monumenten enz. 
Akkerzoekers
De grootste groep metaaldetector hobbyisten zoekt op een akker naar oude voorwerpen en munten. Als je een goede akker hebt gevonden kun je hier van alles vinden zoals muntjes, knopen, vingerhoedjes, messen en andere oude gebruiksvoorwerpen. Deze voorwerpen zijn daar terechtgekomen door het "bemesten" van de akker met stadsafval in vroeger tijden.
Stortzoekers
Deze groep zoekers speurt naar voorwerpen in grond afkomstig uit bouwputten of van opgravingsterreinen die ergens "gestort" is.